# 大宅金弓
大宅 金弓（おおやけ の かねゆみ、生没年不詳）は、飛鳥時代から奈良時代にかけての貴族。官位は正五位上・伊勢守。

## 経歴
文武朝の大宝元年（701年）治部少輔の官職にあったが、右少弁・波多広足とともに左大臣・多治比真人嶋の葬儀を指揮した。
元明朝までに正五位下まで昇叙される。和銅元年（708年）伊勢守に任ぜられ、和銅2年（709年）東海・東山二道に対して巡察使・藤原房前が派遣されるが、金弓は尾張守・佐伯大麻呂、近江守・多治比水守、美濃守・笠麻呂とともに治国を賞されて、賜田11町・穀200斛・衣一襲を与えられた。和銅4年（711年）正五位上に至る。

## 官歴
『続日本紀』による。
- 時期不詳：従五位下
- 大宝元年（701年） 7月21日：見治部少輔
- 時期不詳：正五位下
- 和銅元年（708年） 3月13日：伊勢守
- 和銅2年（709年） 9月26日：賜当国田各11町・穀200斛・衣一襲（美其政績也）
- 和銅4年（711年） 4月7日：正五位上